# يان روس
يان روس (بالإنجليزية: Ian Ross)‏ (و. 1947 – م) هو لاعب ومدرب كرة قدم، من إسكتلندا، ولد في غلاسكو.